# Mercy Hatton
Mercy Hatton foi uma atriz britânica da era do cinema mudo.

## Filmografia selecionada
- The Harbour Lights (1914)
- The World, the Flesh and the Devil (1914)
- Beau Brocade (1916)
- The Laughing Cavalier (1917)
- The Sands of Time (1919)
- Her Son (1920)
- The Case of Lady Camber (1920)
- A Sportsman's Wife (1921)
- Christie Johnstone (1921)
- A Master of Craft (1922)